# Boňkov
Boňkov – gmina i wieś w Czechach, w kraju Wysoczyna w powiecie Havlíčkův Brod.
1 stycznia 2017 gminę zamieszkiwało 68 osób, a ich średni wiek wynosił 43,8 roku.